# Сениця (округ)
О́круг Сениця (словац. Okres Senica) — округ у Трнавському краї, у південно-західній Словаччині. Площа округу становить 683,6 км², на якій проживає 61 389 осіб (31.12.2010). Середня щільність населення становить — 89,8 осіб/км². Адміністративний центр округу — місто Сениця, у якому проживає 20 726 мешканців.

## Історія

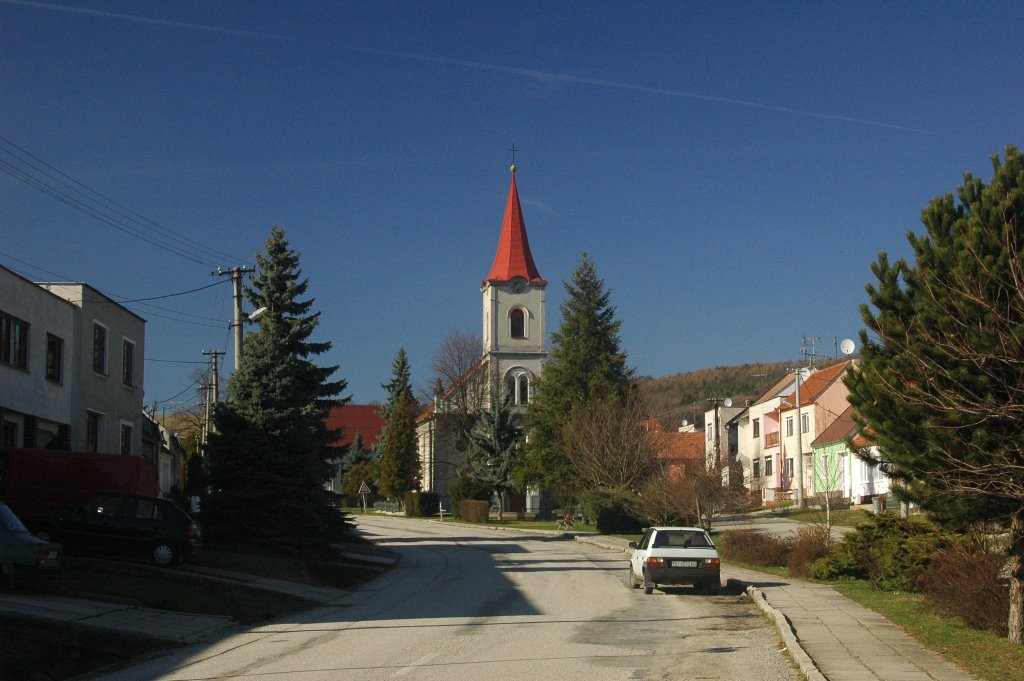
Частков. Костел Св. Кирила і Мефодія

До 1918 року округ належав Угорському королівству, а його територія головним чином входила до складу словацької історичної області (комітату) Нітра, за винятком невеликої території на півдні яка входила до складу комітату Пожонь (Братислава).
У сучасному вигляді округ був утворений у 1996 році під час адміністративно-територіальної реформи Словацької Республіки, яка набула чинності 24 липня 1996 року.

## Географія

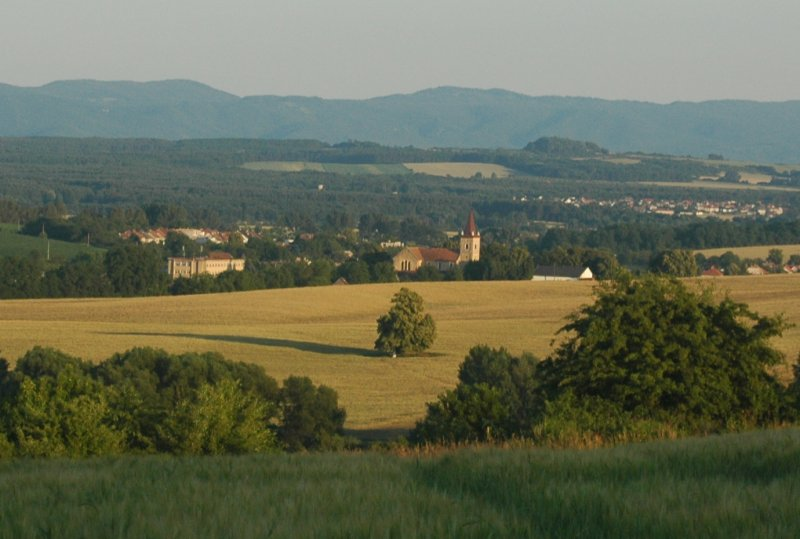
Село Штефанов

Округ розташований в південно-західній Словаччині, на півночі Трнавського краю, в так званій історичній області Загір'я. Він межує з округами: на півночі — Скаліца, на південному сході — Трнава (Трнавського краю); на північному сході — Миява (Тренчинського краю); на півдні — Малацки (Братиславського краю); на заході межує із округами Годонін (Чехія) і Гензерндорф (Австрія).
Одною із найбільших річок округу, є річка Миява, яка протікає його територією з північного сходу на південний захід і впадає у річку Мораву (ліва притока), яка своєю чергою протікає на західному кордоні округу і впадає у Дунай. Розташована Борська низовина і Хвойницькі пагорби.

## Статистичні дані

### Населення
| Рік:            | 1994.  | 2004.   | 2014.   | 2024.   |
| --------------- | ------ | ------- | ------- | ------- |
| Кількість осіб: | 60 540 | 60 843  | 60 725  | 58 776  |
| Різниця:        |        | +0,50 % | -0,19 % | -3,20 % |

| Рік:            | 2023.  | 2024.   |
| --------------- | ------ | ------- |
| Кількість осіб: | 58 980 | 58 776  |
| Різниця:        |        | -0,34 % |

### Національний склад 2010

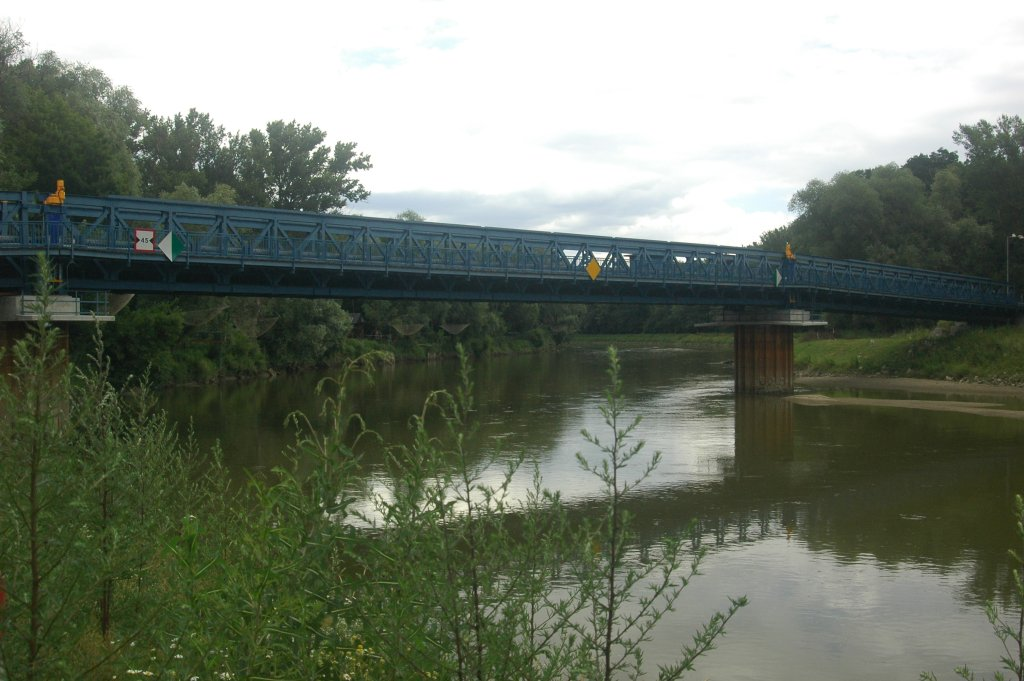
Міст через Мораву поблизу села Моравський Святий Ян

Національний склад округу, за офіційними даними, є моноетнічним. Основну частину населення тут становлять словаки, понад 96 %, всі інші національності складають трохи менше 4 % від усієї кількості населення округу.
Дані по національному складу населення округу Скаліца на 31 грудня 2010 року:
- словаки — 96,35 %
- чехи — 1,28 %
- роми — 0,86 %
- угорці — 0,12 %
- українці — 0,07 %
- інші національності — 1,33 %

### Конфесійний склад 2001
- католики — 70,1 %
- лютерани — 12,0 %
- інші релігії та атеїсти  — 17,9 %

## Адміністративний поділ

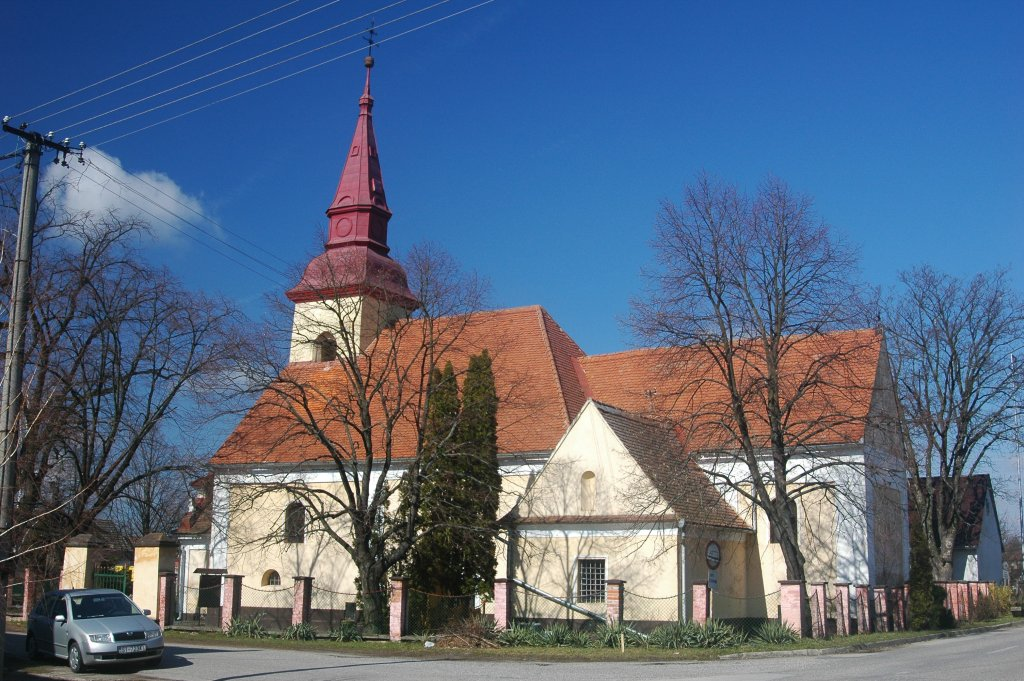
Костел у селі Дойч. Приміщення муніципалітету

Округ складається із 31 населеного пункту: 29 сіл і 2 міст.

### Міста
- Сениця
- Шаштін-Страже

### Села
Білкове Гуменце • Борськи Микулаш • Борськи Святий Юр • Глбоке • Градіште-под-Вратном • Дойч • Ковалов • Куклов • Кути • Лакшарська Нова Весь • Моравський Святий Ян • Осуске • Плавецьки Петер • Подбранч • Прєвали • Прєтрж • Ровенсько • Рогов • Рибки • Секуле • Смолинське • Смрдаки • Соботіште • Церова • Чари • Частков • Шайдикове Гуменце • Штефанов • Яблониця

## Автомагістралі

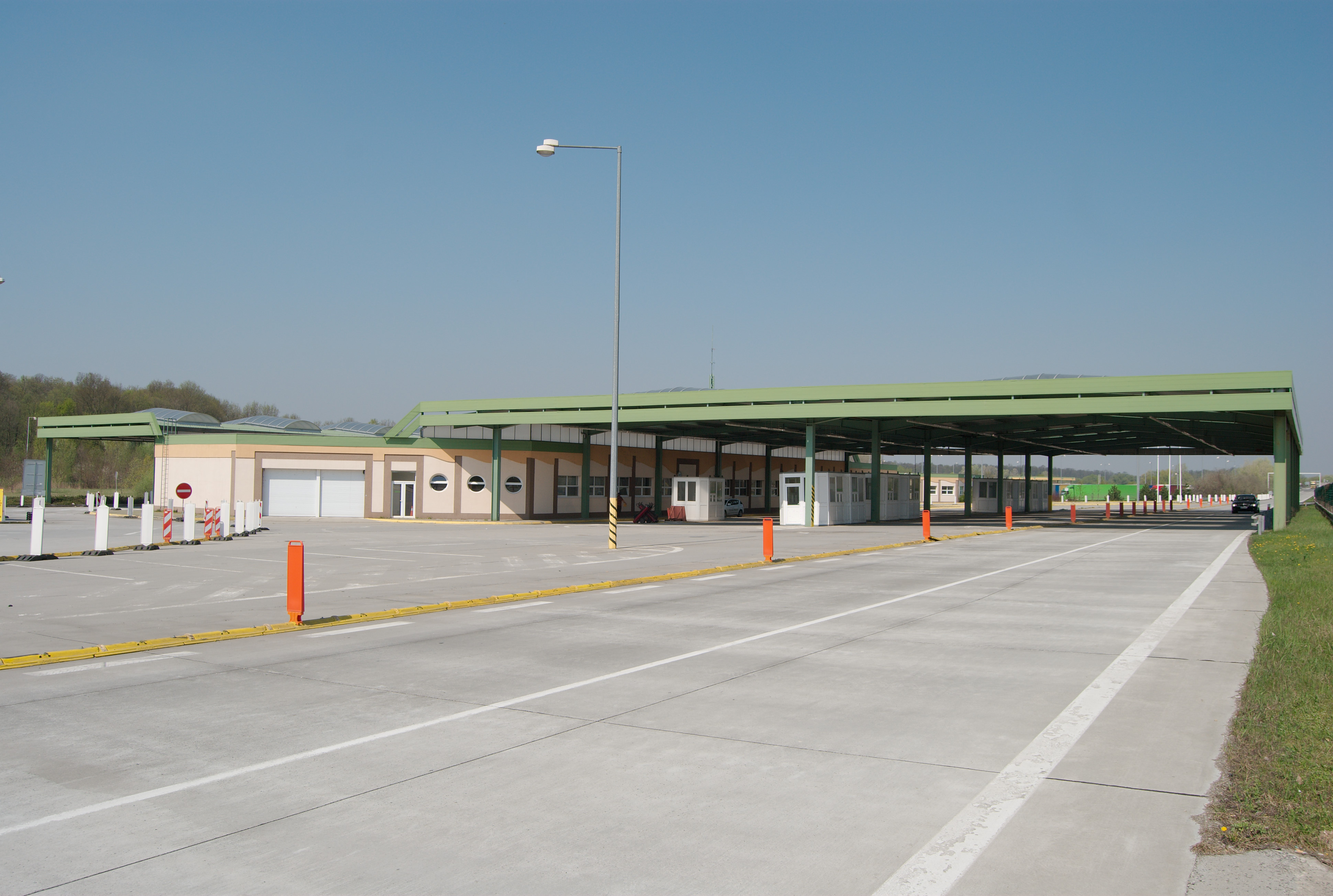
Автомагістраль. Село Кути.
Чесько-словацький кордон

На ряду з автомобільними дорогами місцевого значення (I/2, I/51, II/500, II/501, II/581, II/590), територією краю проходить європейська автомагістраль категорії А: E65 за маршрутом: Мальме (Швеція) — Ханья (Греція), (в межах Словаччини (D2): Кути — Малацки — Братислава)